# Lisa Weinstein
Lisa Weinstein ist eine US-amerikanische Filmproduzentin.

## Leben
Weinstein wuchs als Tochter der Filmproduzentin Hannah Weinstein auf. Sie produzierte 1990 ihren ersten und bislang einzigen Spielfilm, Jerry Zuckers Fantasykomödie Ghost – Nachricht von Sam. Hierfür war sie 1991 für den Oscar in der Kategorie Bester Film nominiert. Sie ist mit dem Regisseur Martin Brest verheiratet, das Paar hat einen 1987 geborenen Sohn. Auch ihre Schwester Paula Weinstein war Filmproduzentin.

## Filmografie (Auswahl)
- 1990: Ghost – Nachricht von Sam (Ghost)

## Auszeichnungen
- 1991: Oscar-Nominierung in der Kategorie Bester Film für Ghost – Nachricht von Sam